# Acanthomenexenus
Acanthomenexenus is een geslacht van Phasmatodea uit de familie Phasmatidae. De wetenschappelijke naam van dit geslacht is voor het eerst geldig gepubliceerd in 2009 door Brock & Hennemann.

## Soorten
Het geslacht Acanthomenexenus omvat de volgende soorten:
- Acanthomenexenus exiguus (Günther, 1938)
- Acanthomenexenus horrida (Brunner von Wattenwyl, 1907)
- Acanthomenexenus luwuensis (Günther, 1938)
- Acanthomenexenus maribulla (Günther, 1938)
- Acanthomenexenus polyacanthus (Dohrn, 1910)
- Acanthomenexenus sarasinorum (Günther, 1938)
- Acanthomenexenus toliensis (Günther, 1938)